# Olympische Sommerspiele 2020/Schwimmen – 400 m Lagen (Frauen)
Der Wettkampf im 400-Meter-Lagenschwimmen der Frauen bei den Olympischen Spielen 2020 in Tokio wurde vom 24. bis 25. Juli 2021 im Tokyo Aquatics Centre ausgetragen.
Es fanden drei Vorläufe statt. Die acht schnellsten Schwimmerinnen aller Vorläufe qualifizierten sich für das Finale.
Abkürzungen: 
 WR = Weltrekord, OR = olympischer Rekord, AS = asiatischer Rekord, NR = nationaler Rekord, PB = persönliche Bestleistung, JWB = Jahresweltbestzeit

## Rekorde
Vor Beginn der Olympischen Spiele waren folgende Rekorde gültig.
| Weltrekord         | Katinka Hosszú | 4:26,36 min | Rio de Janeiro, Brasilien | 6. August 2016 |
| Olympischer Rekord | Katinka Hosszú | 4:26,36 min | Rio de Janeiro, Brasilien | 6. August 2016 |

## Vorläufe
Samstag, 24. Juli 2021, 13:05 Uhr MESZ
 

### Vorlauf 1
| Platz | Bahn | Schwimmerin         | Nation      | Zeit        | Anmerkung |
| ----- | ---- | ------------------- | ----------- | ----------- | --------- |
| 1     | 5    | Katja Fain          | Slowenien   | 4:44,66 min |           |
| 2     | 3    | Azzahra Permatahani | Indonesien  | 4:54,54 min |           |
| 3     | 4    | Virginia Bardach    | Argentinien | 5:01,98 min |           |

### Vorlauf 2
| Platz | Bahn | Schwimmerin                | Nation             | Zeit        | Anmerkung |
| ----- | ---- | -------------------------- | ------------------ | ----------- | --------- |
| 1     | 4    | Yui Ōhashi                 | Japan              | 4:35,71 min |           |
| 2     | 5    | Hali Flickinger            | Vereinigte Staaten | 4:35,98 min |           |
| 3     | 6    | Viktória Mihályvári-Farkas | Ungarn             | 4:35,99 min |           |
| 4     | 7    | Ilaria Cusinato            | Italien            | 4:37,37 min |           |
| 5     | 1    | Yu Yiting                  | China              | 4:41,64 min |           |
| 6     | 2    | Tessa Cieplucha            | Kanada             | 4:44,54 min |           |
|       | 3    | Sydney Pickrem             | Kanada             | DNS         |           |

### Vorlauf 3
| Platz | Bahn | Schwimmerin      | Nation             | Zeit        | Anmerkung |
| ----- | ---- | ---------------- | ------------------ | ----------- | --------- |
| 1     | 5    | Emma Weyant      | Vereinigte Staaten | 4:33,55 min |           |
| 2     | 6    | Aimee Willmott   | Großbritannien     | 4:35,28 min |           |
| 3     | 3    | Mireia Belmonte  | Spanien            | 4:35,88 min |           |
| 4     | 4    | Katinka Hosszú   | Ungarn             | 4:36,01 min |           |
| 5     | 2    | Sara Franceschi  | Italien            | 4:39,93 min |           |
| 6     | 1    | Anja Crevar      | Serbien            | 4:40,50 min |           |
| 7     | 8    | Ageha Tanigawa   | Japan              | 4:41,76 min |           |
| 8     | 7    | Fantine Lesaffre | Frankreich         | 4:41,98 min |           |

### Zusammenfassung
| Platz | Vorlauf | Bahn | Schwimmerin                | Nation             | Zeit        | Anmerkung |
| ----- | ------- | ---- | -------------------------- | ------------------ | ----------- | --------- |
| 1     | 3       | 5    | Emma Weyant                | Vereinigte Staaten | 4:33,55 min |           |
| 2     | 3       | 6    | Aimee Willmott             | Großbritannien     | 4:35,28 min |           |
| 3     | 2       | 4    | Yui Ōhashi                 | Japan              | 4:35,71 min |           |
| 4     | 3       | 3    | Mireia Belmonte            | Spanien            | 4:35,88 min |           |
| 5     | 2       | 5    | Hali Flickinger            | Vereinigte Staaten | 4:35,98 min |           |
| 6     | 2       | 6    | Viktória Mihályvári-Farkas | Ungarn             | 4:35,99 min |           |
| 7     | 3       | 4    | Katinka Hosszú             | Ungarn             | 4:36,01 min |           |
| 8     | 2       | 7    | Ilaria Cusinato            | Italien            | 4:37,37 min |           |
| 9     | 3       | 2    | Sara Franceschi            | Italien            | 4:39,93 min |           |
| 10    | 3       | 1    | Anja Crevar                | Serbien            | 4:40,50 min |           |
| 11    | 2       | 1    | Yu Yiting                  | China              | 4:41,64 min |           |
| 12    | 3       | 8    | Ageha Tanigawa             | Japan              | 4:41,76 min |           |
| 13    | 3       | 7    | Fantine Lesaffre           | Frankreich         | 4:41,98 min |           |
| 14    | 2       | 2    | Tessa Cieplucha            | Kanada             | 4:44,54 min |           |
| 15    | 1       | 5    | Katja Fain                 | Slowenien          | 4:44,66 min |           |
| 16    | 1       | 3    | Azzahra Permatahani        | Indonesien         | 4:54,54 min |           |
| 17    | 1       | 4    | Virginia Bardach           | Argentinien        | 5:01,98 min |           |
|       | 2       | 3    | Sydney Pickrem             | Kanada             | DNS         |           |

## Finale
Sonntag, 25. Juli 2021, 4:12 Uhr MESZ

| Platz | Bahn | Schwimmerin                | Nation             | Zeit        | Anmerkung |
| ----- | ---- | -------------------------- | ------------------ | ----------- | --------- |
| 1     | 3    | Yui Ōhashi                 | Japan              | 4:32,08 min |           |
| 2     | 4    | Emma Weyant                | Vereinigte Staaten | 4:32,76 min |           |
| 3     | 2    | Hali Flickinger            | Vereinigte Staaten | 4:34,90 min |           |
| 4     | 6    | Mireia Belmonte            | Spanien            | 4:35,13 min |           |
| 5     | 1    | Katinka Hosszú             | Ungarn             | 4:35,98 min |           |
| 6     | 7    | Viktória Mihályvári-Farkas | Ungarn             | 4:37,75 min |           |
| 7     | 5    | Aimee Willmott             | Großbritannien     | 4:38,30 min |           |
| 8     | 8    | Ilaria Cusinato            | Italien            | 4:40,65 min |           |